# Яханов, Андрей Викторович
Андрей Викторович Яханов (род. 23 июля 1973, Уфа) — российский хоккеист, защитник. Работает тренером в Спортивной школе Автономной некоммерческой организации «Хоккейный клуб «Салават Юлаев».  Мастер спорта России международного класса (1995).

## Биография
Воспитанник СДЮСШОР «Салават Юлаев», город Уфа (тренер В.С. Чередник).
Начинал играть в сезоне 1989/90 в команде второй советской лиги «Авангард» Уфа. Со следующего сезона стал параллельно выступать за «Салават Юлаев» в первой лиге (с сезона 1992/93 — в чемпионате МХЛ).
В 1997 году окончил Башкирский государственный педагогический институт.
Перед сезоном 1997/98 подписал контракт с клубом НХЛ «Бостон Брюинз» и играл в Американской хоккейной лиге (AHL) за «Провиденс Брюинз» и в Хоккейной лиге Восточного побережья (ECHL) за «Шарлотт Чекерс». Вернувшись в Россию, играл за клубы «Торпедо» Ярославль (1998/99 — 1999/2000), «Салават Юлаев» (2000/01 — 2001/2002, 2004/05, 2005/06, 2006/07), «Нефтехимик» Нижнекамск (2002/03 — 2003/04), «Лада» Тольятти (2004/05), «Спартак» Москва, «Витязь» Чехов (2007/08), «Зауралье» Курган, «Торос» Нефтекамск (2008/09), «Прогресс» Глазов (2009/10). В Нефтекамске играл с младшим братом Сергеем.
Участник молодёжного чемпионата мира 1993 и чемпионата мира 1999.
В сезоне 2010/11 — главный тренер «Тороса-2», затем работал тренером в школе «Салавата Юлаева. В сезоне 2018/19 — тренер в «Толпаре». С сезона 2020/21 — тренер в школе «Салавата Юлаева».

## Награды и звания
- Мастер спорта России международного класса, 1995 год
- Обладатель Кубка Международной Федерации Хоккея , 1994 год .
- Серебряный призёр чемпионата России , 2005 год .
- Бронзовый призёр чемпионатов России , 1995 , 1996 , 1997 , 1999 год .